# Västerbottens mellersta domsagas tingslag
Västerbottens mellersta domsagas tingslag var ett tingslag i Västerbottens län som omfattade mellersta delen av landskapet Västerbotten. Tingsställen var Ånäset och Burträsk
Tingslaget bildades år 1948 när de tidigare tingslagen Nysätra tingslag och Burträsks tingslag slogs samman. Tingslaget upplöstes 1971 och då Burträsks och Lövångers socknar övergick till Skellefteå domsaga och Bygdeå och Nysätra socknar till Umebygdens domsaga som 1982 uppgick i Umeå domsaga.

## Socknar
Västerbottens mellersta domsagas tingslag omfattade:

Hörande till 1948 till  Nysätra tingslag
- Bygdeå socken
- Nysätra socken
- Lövångers socken

Hörande till 1948 till  Burträsks tingslag
- Burträsks socken

Tingslaget ingick i Västerbottens mellersta domsaga, bildad 1851.